# 용적심
《용적심》(Heart Of Dragon,)는 골든 하베스트가 제작한 홍콩 영화로 홍금보 감독-주연 작품이다. 1985년에 만들어졌으나 폭력성이 심하다는 명목으로 대한민국에서는 상영 금지 되었다가 1985년 12월 21일에 개봉되었다.

## 배역
- 성룡 - 아달
- 홍금보 - 아달의 형
- 임정영
- 전가락
- 주모의
- 원화
- 진룡
- 전준
- 종발
- 태산
- 적위
- 여강권
- 주윤견
- 주강
- 풍극안
- 조사리

## SBS 성우진 (1996년 2월 18일)
- 장세준 - 아달(성룡)
- 문관일 - 아달의 형(홍금보)
- 황일청
- 탁원제
- 기경옥
- 김창주
- 신흥철
- 곽대홍
- 이미자
- 김영민
- 이병식
- 이현선
- 김강산
- 김영훈
- 이승환
- 최덕희
- 홍승섭